# Taste the Music
Albums de Kleeer
Get Ready
(1982) Intimate Connection
(1984)
Singles
1. De Ting Continues
Sortie : 1982
2. Taste the Music
Sortie : 1982

Taste the Music est le cinquième album studio de Kleeer, sorti en 1982.
L'album s'est classé 31e au Top R&B/Hip-Hop Albums et 139e au Billboard 200.

## Liste des titres
| No | Titre                                   | Durée |
| -- | --------------------------------------- | ----- |
| 1. | Taste the Music                         | 7:23  |
| 2. | I've Had Enough (Can't Take It Anymore) | 4:56  |
| 3. | De Ting Continues                       | 4:35  |
| 4. | Wall to Wall                            | 3:26  |
| 5. | I Shall Get Over                        | 6:29  |
| 6. | Fella                                   | 4:49  |
| 7. | Swann                                   | 4:40  |
| 8. | Affirmative Mood                        | 3:54  |